# Mio Akiyama
Mio Akiyama (秋山 澪?, Akiyama Mio) è una delle protagoniste, componenti del gruppo Ho-kago Tea Time, della serie manga e anime K-On!. Il cognome del personaggio è ispirato a quello del musicista Katsuhiko Akiyama.

## Il personaggio
Mio è una ragazza estremamente timida che fa parte del club di musica leggera Suona un basso Fender Jazz Bass di tre colori, anche se nel primo volume del manga viene mostrata con un Fender Precision Bass. Nonostante le sue intenzioni iniziali fossero quelle di unirsi al club di letteratura, viene costretta ad unirsi al club di musica leggera dalla sua amica di infanzia e compagna di classe e club Ritsu. Mio è la più alta del gruppo ed è una bella ragazza, con lunghissimi capelli corvino ed occhi grigi, leggermente più sottili rispetto a quelli degli altri personaggi. È una ragazza molto dolce e premurosa, che malgrado la sua timidezza si rivela sempre pronta ad aiutare e supportare le amiche; è, tuttavia, anche una studentessa eccellente, responsabile e a volte anche severa, soprattutto quando si tratta di riprendere Ritsu per i suoi comportamenti che la mettono in imbarazzo costantemente. Il suo maggior punto debole sono i racconti horror, al punto di essere paralizzata dal terrore quando le viene accennata una storia che ha a che fare con sangue, fantasmi o altro materiale macabro. Un'altra sua paura è quella di finire al centro dell'attenzione, ed infatti è facilmente in imbarazzo e per tale ragione è spesso oggetto di scherno da parte di Ritsu, che non perde occasione per fare leva sulle sue fobie, e Sawako, loro insegnante e supervisore del club. In una occasione, Mio ha raccontato di aver scelto il basso come strumento, dato che il bassista non è quasi mai al centro dell'attenzione in un gruppo musicale, a differenza del chitarrista. Mio è musicalmente molto preparata a livello tecnico, ed infatti Yui e le altre spesso si rivolgono a lei per consulenze o consigli tecnici.
Insieme a Yui, Mio è una delle principali cantanti del gruppo (oltre ad essere considerata la più attraente del gruppo), benché, dato il suo imbarazzo nello stare al centro del palco, tenti il più possibile di evitare tale ruolo, lasciando cantare Yui ogni volta che è possibile. È l'autrice della maggioranza dei brani del gruppo, cosa che ha messo in luce una certa tendenza nell'utilizzare termine e frasi molto infantili e kawaii. Dato che è mancina, rimane incantata ogni volta che vede uno strumento per mancini, essendo a conoscenza della loro rarità. Dopo la prima performance dal vivo del gruppo, una delle principali attrattive del gruppo è diventata proprio Mio, parzialmente anche a causa di un imbarazzante incidente avvenuto a fine esibizione. Nella scuola Mio ha quindi scatenato un esagitato fandom femminile, guidato da una studentessa dell'ultimo anno, ex rappresentante d'istituto, infatuata di Mio. Anche a causa della sua improvvisa popolarità, la maggior parte delle sue compagne di classe l'hanno scelta per rappresentare Romeo, nella recita scolastica Romeo e Giulietta. Spesso è molto ammirata dalla sua 'kohai' Azusa (o meglio Azu-nyan come l'ha soprannominata Yui) per le sue doti musicali e per questo Azusa ritiene Mio una persona fantastica e da ammirare. La sua professoressa Sawako o meglio Sawa-chan la perseguita spesso tentando di metterle costumi o accessori imbarazzanti insieme a Ritsu.

## Accoglienza
Nel marzo 2018 si è tenuto un sondaggio sul sito Goo Ranking riguardante i personaggi maid più amati dai giapponesi e Mio Akiyama è arrivata al sesto posto con 109 voti.